# Cacilhas
Cacilhas é uma localidade portuguesa do Município de Almada que foi sede da extinta Freguesia de Cacilhas, freguesia que tinha 1,09 km² de área e 6 017 habitantes (2011), e, portanto, uma densidade populacional de 5 520,2 hab/km².
A Freguesia de Cacilhas foi extinta em 2013, no âmbito de uma reforma administrativa nacional, tendo sido agregada às freguesias de Almada, Pragal e Cova da Piedade, para formar uma nova freguesia denominada União das Freguesias de Almada, Cova da Piedade, Pragal e Cacilhas com sede em Almada.
Junto ao rio Tejo, Cacilhas tem uma importante interface de transportes públicos: os cacilheiros da Transtejo, os autocarros dos TST e os metropolitanos ligeiros do MST.
No dia 1 de novembro de cada ano, a localidade celebra as festas da sua padroeira, Nossa Senhora do Bom Sucesso, com a realização de uma grandiosa procissão religiosa.

## População
A população que existe hoje em dia em Cacilhas é de 9.000 habitantes em 2017.
| 1991  | 2001  | 2011  |
| 8 637 | 6 970 | 6 017 |

Criada pela Lei n.º 86/85,  de 4 de Outubro, com lugares desanexados da freguesia de Almada
| Distribuição da População por Grupos Etários | Distribuição da População por Grupos Etários | Distribuição da População por Grupos Etários | Distribuição da População por Grupos Etários | Distribuição da População por Grupos Etários | Distribuição da População por Grupos Etários | Distribuição da População por Grupos Etários | Distribuição da População por Grupos Etários | Distribuição da População por Grupos Etários | Distribuição da População por Grupos Etários |
| -------------------------------------------- | -------------------------------------------- | -------------------------------------------- | -------------------------------------------- | -------------------------------------------- | -------------------------------------------- | -------------------------------------------- | -------------------------------------------- | -------------------------------------------- | -------------------------------------------- |
| Ano                                          | 0-14 Anos                                    | 15-24 Anos                                   | 25-64 Anos                                   | > 65 Anos                                    |                                              | 0-14 Anos                                    | 15-24 Anos                                   | 25-64 Anos                                   | > 65 Anos                                    |
| 2001                                         | 635                                          | 693                                          | 3 841                                        | 1 801                                        |                                              | 9,1%                                         | 9,9%                                         | 55,1%                                        | 25,8%                                        |
| 2011                                         | 576                                          | 521                                          | 2 951                                        | 1 969                                        |                                              | 9,6%                                         | 8,7%                                         | 49,0%                                        | 32,7%                                        |

Média do País no censo de 2001:  0/14 Anos-16,0%; 15/24 Anos-14,3%; 25/64 Anos-53,4%; 65 e mais Anos-16,4%
Média do País no censo de 2011:   0/14 Anos-14,9%; 15/24 Anos-10,9%; 25/64 Anos-55,2%; 65 e mais Anos-19,0%

## Arruamentos
A Freguesia de Cacilhas continha 42 arruamentos. São eles:
- Avenida 25 de Abril
- Avenida Aliança Povo-MFA[4]
- Largo Alfredo "Alex" Diniz
- Pátio da Margueira
- Praça Gil Vicente[5]
- Praceta Barradas de Carvalho
- Praceta do Jornal de Almada
- Praceta Elias Garcia
- Praceta Florbela Espanca
- Praceta Infanta Dona Beatriz
- Praceta Jorge Paiva
- Praceta Maria Machado
- Praceta Sebastião da Gama
- Rua Antero de Quental
- Rua António Nobre
- Rua Barradas de Carvalho
- Rua Cândido dos Reis (ex Rua Direita)
- Rua Carvalho Ferreirinha (ex Rua das Terras)
- Rua Columbano Bordalo Pinheiro
- Rua Comandante António Feio
- Rua Comandante Eduardo Alves
- Rua do Bom Sucesso
- Rua do Ginjal
- Rua Dom Luís de Noronha
- Rua Dom Sancho I[5]
- Rua Dona Maria da Silva[5]
- Rua Elias Garcia (ex Calçada da Pedreira)[5]
- Rua Emília Pomar
- Rua Eugénio de Castro
- Rua Frei Bernardo de Brito
- Rua Gonçalves Crespo
- Rua Infanta Dona Beatriz
- Rua Irene Lisboa
- Rua João Luís Cruz
- Rua Júlia Diniz
- Rua Liberato Teles
- Rua Maria Machado
- Rua Mário de Sá Carneiro
- Rua Romeu Correia
- Rua Trindade Coelho
- Travessa do Castelo[5]
- Travessa Dom Sancho I

## História
Salgas Romanas
No século I, as Salgas Romanas surgiram para produzir conservas de peixe, especialmente o molho garum, amplamente consumido no Império Romano. O complexo fabril era comporto por pelo menos quinze cetárias, espécie de tanques retangulares, organizadas em torno de um pátio central que servia como área de trabalho e acesso aos reservatórios. As cetárias eram utilizadas para a salga e fabrico de diversos molhos e outros preparados de peixe. As Salgas Romanas de Cacilhas podem ter sido uma extensão da Quinta do Almaraz, tendo em conta a ligação estreita encontrada no estudo do espólio.
Idade Média
Em 1147, a queda do Império Almorávida com a conquista de Marraquexe pelos Almóadas, facilitou a conquista de Lisboa pelo Reino de Portugal com a ajuda dos cruzados. Os cristãos também atacaram Almada, mas o Califado Almóada contra-atacou e manteve a margem sul, passando o estuário do Tejo a dividir os dois estados. Em 1191, D. Sancho I conquista Alcácer do Sal e consecutivamente Almada, que passa a integrar o Reino de Portugal.
Combate Naval de Cacilhas
Durante o Cerco de Lisboa pelo Reino de Castela em 1384, ao largo de Cacilhas, travou-se um intenso combate entre uma frota portuguesa e uma frota castelhana. Apesar de perderem três navios, os portugueses conseguiram romper o cerco e fornecer suprimentos essenciais a Lisboa, prolongando a resistência até a vitória final em Aljubarrota.
Movimento Constitucional
Em 1833, ocorreu a Batalha da Cova da Piedade entre as tropas liberais do Duque da Terceira pelo movimento constitucional e as tropas miguelistas de Joaquim Teles Jordão pelo absolutismo. Durante a retirada dos miguelistas em direção a Lisboa, alguns confrontos ocorreram em Cacilhas onde Teles Jordão acabou por ser capturado e morto. A derrota dos absolutistas foi decisiva para que as tropas liberais entrassem em Lisboa no dia seguinte e para que, no ano seguinte, fosse estabelecida a constituição no Reino de Portugal.
A primeira linha regular de transporte fluvial entre Cacilhas e Lisboa foi criada em 1836, com a introdução de barcos a vapor conhecidos como "cacilheiros". D. Fernando II, consorte de D. Maria II, apoiou o regime liberal e popularizou a "burricada", que consistia em passeios de burro pelas ruas de Cacilhas. 
Filho de José Francisco Garcia, um revolucionário constitucionalista, nasceu em Cacilhas Elias Garcia destacando-se publicamente como um dos primeiros republicanos em Portugal. Fundou o jornal "O Trabalho" em 1854, que foi a primeira publicação de teor republicano em Portugal. Foi eleito deputado várias vezes e tornou-se uma figura importante nas Cortes, defendendo as liberdades civis, os direitos do povo e a Constituição. Foi vereador de Lisboa e presidente da Câmara Municipal de Lisboa em 1878, sendo uma das primeiras figuras republicanas a ocupar uma posição importante no governo. Elias Garcia deixou um legado significativo no movimento republicano que levou à Implantação da República, embora não tenha sido um dos líderes diretos da revolução.
Pacto de Cacilhas
Durante o Estado Novo, Cacilhas foi o cenário do acordo político conhecido como Pacto de Cacilhas em 1958. Cacilhas tinha uma significativa movimentação política e social associada à oposição ao regime, mais seguro e longe da vigilância intensa das autoridades governamentais, facilitando o encontro entre figuras da oposição que vinham de diferentes partes do país. Humberto Delgado e Arlindo Vicente uniram forças republicanas e comunistas para organizar uma oposição ao Estado Novo nas eleições presidenciais. Arlindo Vicente, que era o candidato comunista, retirou a sua candidatura em favor de Humberto Delgado. Embora Humberto Delgado tenha perdido a eleição, conseguiu um resultado considerável que demonstrou e estabeleceu a crescente oposição ao regime.
Após o 25 de Abril, a frota de cacilheiros passou a ser administrada por empresas como a Transtejo e Soflusa, que introduziram embarcações modernas e ampliaram a oferta de viagens.
Freguesia de Cacilhas
A Freguesia de Cacilhas foi criada em 1985. Em 2008, a Metro Sul do Tejo (MST) inaugurou o troço entre Cacilhas e a Ramalha. A estação de Cacilhas tornou-se o terminal das linhas 1 e 3 do MST, facilitando a ligação ao transporte fluvial da Transtejo. Cacilhas passou a ter 3 estações: Cacilhas, 25 de Abril e Gil Vicente. Em 2013, no âmbito de uma reforma administrativa nacional, a Freguesia de Cacilhas foi extinta e agregada à União das Freguesias de Almada, Cova da Piedade, Pragal e Cacilhas.

## Património
- Igreja de Nossa Senhora do Bom Sucesso
- Fábrica romana de salga de Cacilhas
- Estação arqueológica da Quinta do Almaraz ou Quinta do Almaraz
- Farol de Cacilhas

## Personalidades ilustres
- Conde de Cacilhas

## Festas
No dia 1 de Novembro realiza-se a Festa de Nossa Senhora do Bom Sucesso, evento que decorre desde o período pós-terramoto de 1755.